# شاهوردی‌بیگ یکان استاجلو
شاهوردی‌بیگ یکان استاجلو (درگذشته ۱۵۸۲ میلادی) از امرای استاجلوی قزلباش بود. وی عموی مرشد قلی‌خان سلطان استاجلو بود و در جنگ تربت در سال ۱۵۸۲ کشته شد. پیش از این نبرد، شاه محمد خدابنده، شاهوردی‌بیگ یکان استاجلو را برای پا درمیانی میان سپاه مرکزی صفوی و سران استقلال طلب استاجلو و شاملوی خراسان، به آنجا گسیل داشت تا از اتحاد و همبستگی بیشتر حکام خراسان با علی‌قلی‌بیگ گورکان شاملو جلوگیری کند و همچنین با اندرز و موعظه، برادرزاده خود مرشد قلی‌خان سلطان استاجلو را از همدستی و مشارکت با علی‌قلی‌بیگ گورکان شاملو منصرف ساخته و به یاری رساندن به مرتضی قلی‌خان پرناک ترکمان که هواخواه و فدایی دولت مرکزی (شاه محمد خدابنده) است، ترغیب کند. پس از ماموریت، شاهوردی‌بیگ یکان استاجلو که از خراسان باز می‌گشت، نتیجه مذاکرات با سران خراسان را به شاه (که با لشکرش به خراسان در حرکت بود) نقل کرد ولی در گزارش خود جانب برادرزاده خود را گرفت و در نتیجه مورد خشم شاه قرار گرفت و نهایتا" به تحریک دشمنان طایفه استاجلو کشته شد.